# おとなの選択
『おとなの選択』（おとなのせんたく）は、1992年1月10日から同年3月20日まで、TBS系列『金曜ドラマ』枠で放送されたテレビドラマ。全11回。松田聖子の連続ドラマ初主演作。

## あらすじ
フェリーの転覆事故で両親を失った未希と妹・彩は叔母に引き取られる。大学を卒業し銀行員になった未希は、事故の犠牲者の法要に出席し、同じく事故で両親を亡くした遙一郎と再会。遙一郎からプロポーズされた未希は、打算から学生時代からの恋人・光児を捨て条件の良い遙一郎との結婚を選ぶ。だが、遙一郎の姉・かおるが出戻ってきて、思い描いていた新婚生活とは違うものになっていく。

## キャスト
- 谷口未希：松田聖子
- 平岡かおる：高橋ひとみ

遙一郎の姉
- 笠井光児：別所哲也

未希の元恋人、漫画家の卵
- 小坂江梨子：床嶋佳子
- 島村寿男：田中義剛
- 谷口彩：大寶智子

未希の妹
- 伊原正志：中上雅巳
- 島村絹子：阿知波悟美
- 原田久恵：磯野貴理子
- 笠井和子：林美智子
- 伊原遙一郎：宅麻伸

未希の夫、テレビ局員

## スタッフ
- 企画：飯島敏宏
- 脚本：大石静
- 演出：山田髙道、松本健、根本実樹
- プロデュース：大谷弘、浜井誠
- 主題歌：松田聖子「きっと、また逢える…」
- 挿入歌：松田聖子「あなたのすべてになりたい」
- 制作：木下プロダクション、TBS

## 放送日程
| 各話   | 放送日  | サブタイトル        | 演出     |
| ------ | ------- | ------------------- | -------- |
| 第一回 | 1月10日 | ひとつの選択        | 山田髙道 |
| 第二回 | 1月17日 | 玉の輿だと思ったら  | 山田髙道 |
| 第三回 | 1月24日 | めげてられない      | 松本健   |
| 第四回 | 1月31日 | ギューッてして      | 松本健   |
| 第五回 | 2月07日 | 幸せのツケ          | 根本実樹 |
| 第六回 | 2月14日 | 皮肉な逆転          | 山田髙道 |
| 第七回 | 2月21日 | 本当のことを言って! | 山田髙道 |
| 第八回 | 2月28日 | もう限界            | 根本実樹 |
| 第九回 | 3月06日 | 傷ついても、いい    | 松本健   |
| 第十回 | 3月13日 | あたしの現在って…   | 松本健   |
| 最終回 | 3月20日 | 抱いて、もう一度    | 山田髙道 |